# Lanczendorfer Erzsébet
Lanczendorfer Erzsébet (Románd, 1942. január 20. –) magyar orvos, belgyógyász, politikus, országgyűlési képviselő. A KDNP "nagymamája." A Keresztény Értelmiségiek Szövetségének (KÉSZ) alelnöke.

## Életpályája
1960-ban érettségizett Pápán a Petőfi Sándor Állami Általános Gimnáziumban. 1966-ban végzett a Budapesti Orvostudományi Egyetem Általános Orvostudományi Karának hallgatójaként. 1966–1975 között a Győr-Sopron Megyei Kórházban belgyógyász segédorvos, majd alorvos volt. 1971-ben belgyógyász szakvizsgát tett. 1975–1988 között körzeti orvosként dolgozott a 14-es számú városi rendelőintézetben. 1988–1992 között a Győr-Sopron Megyei Kórház csoportvezető belgyógyász főorvosa volt. 1992–2006 között háziorvosként praktizált. 1992–2009 között a Keresztény Értelmiségiek Szövetsége (KÉSZ) győri elnöke volt. 1997-től országszerte szervezte a KÉSZ kerekasztal-beszélgetéseket.
A 2006-os parlamenti választásokon a jobboldali szövetség Győr-Sopron megyei területi listájáról választották képviselőnek. 2006–2014 között országgyűlési képviselő (Győr-Moson-Sopron Megye, KDNP) volt. 2006–2010 között az Ifjúsági, szociális és családügyi bizottság tagja volt. A Kereszténydemokrata Néppárthoz (KDNP) 2007-ben csatlakozott. 2010–2014 között az Ifjúsági, szociális, családügyi és lakhatási bizottság tagja volt. 2013–2014 között az Emberi jogi, kisebbségi, civil- és vallásügyi bizottság tagja volt.

## Művei
- Földpadlós szobától a parlamenti székig (2007)

## Díjai
- Győr Városáért Emlékérem (1996)[4]
- a Magyar Kultúra Napja alkalmából adományozott Ezüst Érdemérem (1998)
- A Magyar Köztársasági Érdemrend kiskeresztje (1998)[4]
- A Magyar Érdemrend tisztikeresztje (2017)[4][5]